# Dactylispa foveiscutis
Dactylispa foveiscutis là một loài bọ cánh cứng trong họ Chrysomelidae. Loài này được Chen & Tan miêu tả khoa học năm 1961.